# Michael Vartan
Michael S. Vartan (sinh ngày 27 tháng 11 năm 1968) là một diễn viên người Mỹ gốc Pháp.
Michael Vartan sinh tại Boulogne-Billancourt, Hauts-de-Seine, Pháp, Cha là Eddie Vartan (nhạc sĩ), mẹ là Doris và khi anh được 5 tuổi thi cha mẹ anh ly hôn nhau. Ở Pháp, anh không thể sớm thực hiện mơ ước này vì còn phải thực hiện nghĩa vụ quân sự bắt buộc. Năm 18 tuổi, Vartan sang Mỹ sống với mẹ ở Los Angeles và thổ lộ với bà hoài bão trở thành nghệ sĩ. Tại Los Angeles, Vartan tham gia khoá học ở trường nghệ thuật, vào thời điểm này anh đã được xem là người Mỹ.
Đến năm 1996, Vartan thực sự bước vào điện ảnh Mỹ bằng The Pallbear bên cạnh David Schwimmer cùng nữ diễn viên Gwyneth Paltrow. Từ năm 2001 đến 2006, anh được mời thủ vai một đặc vụ CIA, đóng cặp cùng nữ diễn viên Jennifer Garner trong seri phim truyền hình Mỹ Alias (Bí danh). Năm 2007, Michael Vartan tham gia cùng lúc 3 phim Rogue, Jolene và Big Shots.